# Serkan Aykut
Serkan Aykut (Ankara, 1975. február 24. –) visszavonult török labdarúgó. Csatár poszton játszott.

## Pályafutása

### Klubcsapatokban
1995 és 2000 között a Samsunsporban játszott. 204 bajnoki mérkőzésen 112 gólt szerzett. Miután az 1999–2000-es szezonban 30 góllal gólkirály lett, 5,9 millió dollárért átigazolt a Galatasaray SK-hoz. Két szezont játszott sikeresen a Galatasaray csapatában, és 2000-ben megnyerte az UEFA-szuperkupát és török bajnok lett.
2002 júliusában szerződést írt alá korábbi klubjával, a Samsunsporral, négy évre és opcióként további egy évre kötelezte el magát. A Samsunspor csapatkapitánya is volt. Második időszakában 116 bajnoki mérkőzésen szerepelt, ekkor 59 találatot ért el. 2009-ben ért véget a labdarúgó karrierje. Összességében 336 meccsen játszott a török első osztályban, és 188 gólt szerzett.

### A válogatottban
Egyszer játszott a török válogatottban, 1997. február 12-én a Finnország ellen 1–1-re végződő barátságos mérkőzésen.

## Sikerei, díjai

### Klubcsapatokban
Galatasaray
- UEFA-szuperkupa-győztes: 2000
- Török bajnok: 2002

### Egyéni
- Az 1999/2000-es szezon gólkirálya a török első osztályban

## Fordítás
- Ez a szócikk részben vagy egészben  a   Serkan Aykut című angol Wikipédia-szócikk ezen változatának fordításán alapul.  Az eredeti cikk szerkesztőit annak laptörténete sorolja fel. Ez a jelzés csupán a megfogalmazás eredetét és a szerzői jogokat jelzi, nem szolgál a cikkben szereplő információk forrásmegjelöléseként.